# 데클런 러드
데클런 토머스 러드(Declan Thomas Rudd, 1991년 1월 16일 ~ )는 잉글랜드의 전 축구 선수이다. 과거 골키퍼로 활약했다.